# كوبا أمريكا للسيدات 2022
بطولة كوبا أمريكا للسيدات 2022 هي النسخة التاسعة من بطولة كوبا أمريكا الدولية الرئيسية لكرة القدم للسيدات في أمريكا الجنوبية، للفرق الوطنية التابعة لاتحاد أمريكا الجنوبية لكرة القدم (كونميبول). أُقيمت البطولة في كولومبيا في الفترة من 8 إلى 30 يوليو 2022.
كانت البطولة بمثابة تصفيات أمريكا الجنوبية لكأس العالم للسيدات 2023 في أستراليا ونيوزيلندا، حيث وفرت ثلاثة أماكن تأهيلية مباشرة ومكانين لمباريات فاصلة لكأس العالم للسيدات، وثلاثة أماكن أخرى لبطولة كرة القدم للسيدات في دورة الألعاب الأمريكية 2023 في تشيلي (بالإضافة إلى تشيلي التي تأهلت تلقائيًا كمضيف). بالإضافة إلى ذلك، تأهل الفريقان المتأهلان للنهائيات لبطولة كرة القدم للسيدات في دورة الألعاب الأولمبية الصيفية 2024 في فرنسا. كما تأهلت الفرق الأربعة الأولى أيضًا لكأس الكونكاكاف الذهبية 2024 في الولايات المتحدة. بعد هذه النسخة، ستقام البطولة كل عامين بدلاً من أربعة أعوام في السنوات الفردية، ولم تعد تصفيات لكأس العالم للسيدات بعد الآن، وستكون بمثابة طريق لكرة القدم النسائية في دورة الألعاب الأمريكية والألعاب الأولمبية الصيفية.
فازت البرازيل حاملة اللقب ثلاث مرات، على كولومبيا بنتيجة 1-0 في المباراة النهائية لتنال لقبها الثامن. وبصفتها تامنتخب الفائز شارك في نهائيات كأس العالم للسيدات 2023 الافتتاحية ضد إنجلترا، الفائزة ببطولة أمم أوروبا للسيدات 2022.

## الفرق
كانت جميع الفرق الوطنية النسائية العشرة في اتحاد أمريكا الجنوبية لكرة القدم مؤهلة للمشاركة.
| الفريق                  | الظهور | أفضل أداء سابق                                 | تصنيف الفيفا في بداية الحدث |
| ----------------------- | ------ | ---------------------------------------------- | --------------------------- |
| الأرجنتين               | الثامن | بطل (2006)                                     | 35                          |
| بوليفيا                 | الثامن | المركز الخامس (1995)                           | 91                          |
| البرازيل (حامل اللقب)   | التاسع | بطل (1991، 1995، 1998، 2003، 2010، 2014، 2018) | 9                           |
| تشيلي                   | التاسع | الوصيف (1991، 2018)                            | 38                          |
| كولومبيا (البلد المضيف) | السابع | الوصيف (2010، 2014)                            | 28                          |
| الإكوادور               | الثامن | المركز الثالث (2014)                           | 68                          |
| باراغواي                | السابع | المركز الرابع (2006)                           | 50                          |
| بيرو                    | السابع | المركز الثالث (1998)                           | 66                          |
| الأوروغواي              | السابع | المركز الثالث (2006)                           | 71                          |
| فنزويلا                 | الثامن | المركز الثالث (1991)                           | 52                          |

## الملاعب
أُعلن عن الملاعب في 16 ديسمبر 2021. أُقيمت المباريات في ثلاث مدن كولومبية: كالي، وبوكارامانغا، وأرمينيا.
| أرمينيا          | بوكارامانغا         | كالي                            | بوكارامانغا كالي أرمينيا موقع المدن المضيفة لبطولة كوبا أمريكا للسيدات 2022. |
| ---------------- | ------------------- | ------------------------------- | ---------------------------------------------------------------------------- |
| استاد سينتيناريو | استاد ألفونسو لوبيز | الملعب الأوليمبي باسكوال غيريرو | بوكارامانغا كالي أرمينيا موقع المدن المضيفة لبطولة كوبا أمريكا للسيدات 2022. |
| السعة: 20,716    | السعة: 28,000       | السعة: 35,405                   | بوكارامانغا كالي أرمينيا موقع المدن المضيفة لبطولة كوبا أمريكا للسيدات 2022. |
|                  |                     |                                 | بوكارامانغا كالي أرمينيا موقع المدن المضيفة لبطولة كوبا أمريكا للسيدات 2022. |

## القرعة
أُجريت قرعة البطولة في 7 أبريل 2022، الساعة 11:00 صباحًا بتوقيت كولومبيا (-05:00 بتوقيت غرينتش)، في أسونسيون، باراغواي.
| تسكين                 | وعاء 1    | وعاء 2   | وعاء 3     | وعاء 4    |
| --------------------- | --------- | -------- | ---------- | --------- |
| كولومبيا (المجموعة أ) | تشيلي     | باراغواي | بوليفيا    | بيرو      |
| البرازيل (المجموعة ب) | الأرجنتين | فنزويلا  | الأوروغواي | الإكوادور |

## حكام المباراة
في 8 يونيو 2022، أعلن اتحاد أمريكا الجنوبية لكرة القدم (كونميبول) قائمة حكام البطولة.
الحكام
- لورا فورتوناتو
- أدريانا فارفان
- إدينا ألفيس باتيستا
- ماريا بيلين كارفاخال
- ماريا فيكتوريا دازا
- سوزانا كوريلا
- زولما كينيونيز
- إليزابيث تينتايا
- ساندرا براز
- أناهي فرنانديز
- ييرسينيا كوريا

حكام مساعدون
- ماريانا دي ألميدا
- ديانا ميلون
- ليليانا بيجارانو
- إينيس شوك
- نيوزا باك
- ليلى موريرا
- سيندي ناهويلكوي
- لوريتو تولوزا
- ناتالي أرتيجا
- إليانا أورتيز
- مونيكا أمبويا
- فيفيانا سيجورا
- لورا ميراندا
- نادية ويلر
- غابرييلا مورينو
- ثيتي رودريغيز[note 1]
- فيرا يوبانكي
- أندريا سوزا
- ريتا كابانييرو مومبو
- لوسيانا ماسكارانيا
- أديلا سانشيز
- تايتي دوجارتي

##### ملاحظة
1. ↑  لورا كارديناس (فنزويلا) تم إدراجها في الأصل كحكم مساعد ولكن تم استبدالها ورودريغيز.

## دور المجموعات
يتأهل أول فريقين من كل مجموعة إلى نصف النهائي، بينما يتأهل ثالثا المجموعة إلى مباراة تحديد المركز الخامس.
جميع الأوقات بالتوقيت المحلي، التوقيت كولومبيا (-05:00 بتوقيت غرينتش).

### مباريات كسر التعادل
صُنّفت الفرق بناءً على النقاط (3 نقاط للفوز، ونقطة واحدة للتعادل، و0 نقطة للخسارة). في حال التعادل في النقاط، تُعتمد المعايير التالية لتحديد الترتيب:
1. النقاط المكتسبة في المباريات التي لعبت بين الفرق المعنية؛
2. فارق الأهداف في المباريات التي لعبت بين الفرق المعنية؛
3. عدد الأهداف المسجلة في المباريات التي لعبت بين الفرق المعنية؛
4. فارق الأهداف في جميع مباريات المجموعة؛
5. عدد الأهداف المسجلة في جميع مباريات المجموعة؛
6. أقل عدد من البطاقات الحمراء؛
7. أقل عدد من البطاقات الصفراء؛
8. سحب القرعة.

#### المجموعة الأولى
| م | الفريق       | لعب | ف | ت | خ | أ.له | أ.ع | أ.ف | نقاط | التأهل                                |
| - | ------------ | --- | - | - | - | ---- | --- | --- | ---- | ------------------------------------- |
| 1 | كولومبيا (H) | 4   | 4 | 0 | 0 | 13   | 3   | +10 | 12   | التأهل إلى نصف النهائي                |
| 2 | باراغواي     | 4   | 3 | 0 | 1 | 9    | 7   | +2  | 9    | التأهل إلى نصف النهائي                |
| 3 | تشيلي        | 4   | 2 | 0 | 2 | 9    | 8   | +1  | 6    | التأهل إلى مباراة تحديد المركز الخامس |
| 4 | الإكوادور    | 4   | 1 | 0 | 3 | 9    | 7   | +2  | 3    |                                       |
| 5 | بوليفيا      | 4   | 0 | 0 | 4 | 1    | 16  | −15 | 0    |                                       |

#### مباريات المجموعة الأولى
| بوليفيا          | 1–6                             | الإكوادور                                                                       |
| ---------------- | ------------------------------- | ------------------------------------------------------------------------------- |
| إ. سالفاتيرا 59' | Report (FIFA) Report (CONMEBOL) | 19'، 90+4' بولانيوس · 37' بيسانتييز · 41' أغويري · 70' لاتانزيو · 76' إسبيناليس |

| كولومبيا                                     | 4–2                             | باراغواي                   |
| -------------------------------------------- | ------------------------------- | -------------------------- |
| مونتويا 22'، 59' · راميريز 33' · فانيغاس 82' | Report (FIFA) Report (CONMEBOL) | ج. مارتينيز 27' · غوتو 90' |

| باراغواي                                     | 3–2                             | تشيلي                    |
| -------------------------------------------- | ------------------------------- | ------------------------ |
| فرنانديز 3' · ج. مارتينيز 12' · ساندوفال 56' | Report (FIFA) Report (CONMEBOL) | باردو 34' · أكونيا 90+2' |

| بوليفيا | 0–3                             | كولومبيا                                       |
| ------- | ------------------------------- | ---------------------------------------------- |
|         | Report (FIFA) Report (CONMEBOL) | سانتوس 21' · موراليس 70' (ه.ذ.) · د. أرياس 78' |

| باراغواي                       | 2–0                             | بوليفيا |
| ------------------------------ | ------------------------------- | ------- |
| ر. مارتينيز 10' · فرنانديز 71' | Report (FIFA) Report (CONMEBOL) |         |

| تشيلي                 | 2–1                             | الإكوادور  |
| --------------------- | ------------------------------- | ---------- |
| سايز 40' · أكونيا 76' | Report (FIFA) Report (CONMEBOL) | أغويري 78' |

| تشيلي                                                                 | 5–0                             | بوليفيا |
| --------------------------------------------------------------------- | ------------------------------- | ------- |
| Lara 7'، 45+1' · إ. سالفاتيرا 14' (ه.ذ.) · ي. لوبيز 17' · فالنسيا 76' | Report (FIFA) Report (CONMEBOL) |         |

| الإكوادور   | 1–2                             | كولومبيا                  |
| ----------- | ------------------------------- | ------------------------- |
| شاركوبا 34' | Report (FIFA) Report (CONMEBOL) | راميريز 30' · كايسيدو 45' |

| كولومبيا                                            | 4–0                             | تشيلي |
| --------------------------------------------------- | ------------------------------- | ----- |
| أوزمي 4' · د. أرياس 11' · فانيغاس 37' · سالازار 41' | Report (FIFA) Report (CONMEBOL) |       |

| الإكوادور  | 1–2                             | باراغواي                        |
| ---------- | ------------------------------- | ------------------------------- |
| ريال 45+1' | Report (FIFA) Report (CONMEBOL) | ج. مارتينيز 30' · تشامورو 90+1' |

#### المجموعة الثانية
| م | الفريق     | لعب | ف | ت | خ | أ.له | أ.ع | أ.ف | نقاط | التأهل                                |
| - | ---------- | --- | - | - | - | ---- | --- | --- | ---- | ------------------------------------- |
| 1 | البرازيل   | 4   | 4 | 0 | 0 | 17   | 0   | +17 | 12   | التأهل إلى نصف النهائي                |
| 2 | الأرجنتين  | 4   | 3 | 0 | 1 | 10   | 4   | +6  | 9    | التأهل إلى نصف النهائي                |
| 3 | فنزويلا    | 4   | 2 | 0 | 2 | 3    | 5   | −2  | 6    | التأهل إلى مباراة تحديد المركز الخامس |
| 4 | الأوروغواي | 4   | 1 | 0 | 3 | 6    | 9   | −3  | 3    |                                       |
| 5 | بيرو       | 4   | 0 | 0 | 4 | 0    | 18  | −18 | 0    |                                       |

#### مباريات المجموعة الثانية
| الأوروغواي | 0–1                             | فنزويلا         |
| ---------- | ------------------------------- | --------------- |
|            | Report (FIFA) Report (CONMEBOL) | - كاستيانوس 78' |

| البرازيل                                                    | 4–0                             | الأرجنتين |
| ----------------------------------------------------------- | ------------------------------- | --------- |
| - أدريانا 28'، 58' - بيا زانيراتو 36' (ركلة.) - ديبينيا 87' | Report (FIFA) Report (CONMEBOL) |           |

| الأوروغواي | 0–3                             | البرازيل                           |
| ---------- | ------------------------------- | ---------------------------------- |
|            | Report (FIFA) Report (CONMEBOL) | - أدريانا 32'، 48' - ديبينيا 45+2' |

| الأرجنتين                                                  | 4–0                             | بيرو |
| ---------------------------------------------------------- | ------------------------------- | ---- |
| - رودريغيز 18' - بونسيغوندو 52' - ستابيل 62' - لونيجرو 84' | Report (FIFA) Report (CONMEBOL) |      |

| الأرجنتين                                            | 5–0                             | الأوروغواي |
| ---------------------------------------------------- | ------------------------------- | ---------- |
| - بانيني 43' - رودريغيز 51'، 64'، 69' - ستابيل 90+5' | Report (FIFA) Report (CONMEBOL) |            |

| بيرو | 0–2                             | فنزويلا                     |
| ---- | ------------------------------- | --------------------------- |
|      | Report (FIFA) Report (CONMEBOL) | - كاستيانوس 39' - ألتوف 64' |

| فنزويلا | 0–4                             | البرازيل                                               |
| ------- | ------------------------------- | ------------------------------------------------------ |
|         | Report (FIFA) Report (CONMEBOL) | - بيا زانيراتو 22' - آري بورجيس 51' - ديبينيا 58'، 65' |

| بيرو | 0–6                             | الأوروغواي                                                        |
| ---- | ------------------------------- | ----------------------------------------------------------------- |
|      | Report (FIFA) Report (CONMEBOL) | با. غونزاليس 51'، 76' · أكينو 58' · بيزارو 61'، 89' · فيلازكو 66' |

| البرازيل                                                                                               | 6–0                             | بيرو |
| --- | ------------------------------- | ---- |
| دودا 1' · دودا سامبايو 17' · جيسي 41' · دودا سانتوس 44' (ركلة.) · في باليرمو 48' · أدريانا 50' (ركلة.) | Report (FIFA) Report (CONMEBOL) |      |

| فنزويلا | 0–1                             | الأرجنتين        |
| ------- | ------------------------------- | ---------------- |
|         | Report (FIFA) Report (CONMEBOL) | - بونسيغوندو 63' |

## مرحلة خروج المغلوب
في مرحلة خروج المغلوب، إذا تعادلت نتائج مباريات تحديد المركز الخامس، ونصف النهائي، والثالث بنهاية 90 دقيقة من الوقت الأصلي، لا يُلعب وقت إضافي، وتُحسم المباراة بركلات الترجيح المباشرة. أما إذا تعادلت النتيجة في المباراة النهائية بنهاية الوقت الأصلي، فيُلعب وقت إضافي (فترتان، كل منهما 15 دقيقة)، حيث يُسمح لكل فريق بإجراء تبديل إضافي. وإذا استمر التعادل بعد الوقت الإضافي، يُحسم النهائي بركلات الترجيح لتحديد البطل.

## الفرق المتأهلة
تأهل الفريقان صاحبا المركزين الأول والثاني من كل مجموعة إلى مرحلة خروج المغلوب.
| المجموعة | متصدر    | الوصيف    |
| -------- | -------- | --------- |
| A        | كولومبيا | باراغواي  |
| B        | البرازيل | الأرجنتين |

## مسار البطولة
|  | نصف النهائي            | نصف النهائي |                        |   | النهائي | النهائي |
|  |                        |             |                        |   |         |         |
|  | 25 يوليو – بوكارامانغا |             |                        |   |         |         |
|  |                        |             |                        |   |         |         |
|  | كولومبيا               | 1           |                        |   |         |         |
|  | كولومبيا               | 1           | 30 يوليو – بوكارامانغا |   |         |         |
|  | الأرجنتين              | 0           |                        |   |         |         |
|  | الأرجنتين              | 0           | كولومبيا               | 0 |         |         |
|  | 26 يوليو – بوكارامانغا |             | كولومبيا               | 0 |         |         |
|  |                        | البرازيل    | 1                      |   |         |         |
|  | البرازيل               | البرازيل    | 1                      | 2 |         |         |
|  | البرازيل               |             |                        | 2 |         |         |
|  | باراغواي               | 0           |                        |   |         |         |
|  | باراغواي               | 0           |                        |   |         |         |

|  | مباراة المركز الخامس |       |
|  |                      |       |
|  | 24 يوليو – أرمينيا   |       |
|  |                      |       |
|  | تشيلي (ج.)           | 1 (4) |
|  | تشيلي (ج.)           | 1 (4) |
|  | فنزويلا              | 1 (2) |
|  | فنزويلا              | 1 (2) |

|  | مباراة المركز الثالث |   |
|  |                      |   |
|  | 29 يوليو – أرمينيا   |   |
|  |                      |   |
|  | الأرجنتين            | 3 |
|  | الأرجنتين            | 3 |
|  | باراغواي             | 1 |
|  | باراغواي             | 1 |

### مباراة تحديد المركز الخامس
يتأهل الفريق الفائز بمباراة تحديد المركز الخامس إلى تصفيات بين الاتحادات القارية.
| تشيلي                                        | 1–1                             | فنزويلا                             |
| -------------------------------------------- | ------------------------------- | ----------------------------------- |
| - زامورا 65'                                 | Report (FIFA) Report (CONMEBOL) | - كاستيانوس 90+2'                   |
| ركلات الترجيح                                |                                 |                                     |
| - لارا - أرايا - زامورا - بالماسيدا - غيريرو | 4–2                             | - كاستيانوس - مورينو - ألتوف - فيسو |

### نصف النهائي
تأهل الفائزون في نصف النهائي إلى كأس العالم للسيدات 2023 وبطولة كرة القدم للسيدات في الألعاب الأولمبية الصيفية 2024.
| كولومبيا    | 1–0                             | الأرجنتين |
| ----------- | ------------------------------- | --------- |
| كايسيدو 63' | Report (FIFA) Report (CONMEBOL) |           |

| البرازيل                          | 2–0                             | باراغواي |
| --------------------------------- | ------------------------------- | -------- |
| آري بورخيس 16' · بيا زانيراتو 28' | Report (FIFA) Report (CONMEBOL) |          |

### مباراة تحديد المركز الثالث
تأهل الفائزون في مباراة تحديد المركز الثالث إلى كأس العالم للسيدات 2023. أما الخاسرون، فتأهلوا إلى مباريات فاصلة بين الاتحادات القارية.

### النهائي
| كولومبيا | 0–1                             | البرازيل              |
| -------- | ------------------------------- | --------------------- |
|          | Report (FIFA) Report (CONMEBOL) | - ديبينيا 39' (ركلة.) |

## الإحصائيات

### هدافات البطولة
عدد الأهداف المُسجلة 87 هدفًا في 25 مباراة، بمتوسط 3.48 هدفًا في المباراة الواحدة.
6 أهداف
- ياميلا رودريغيز

5 أهداف
- أدريانا
- ديبينيا

3 أهداف
- فلورنس بونسيغوندو
- بيا زانيراتو
- جيسيكا مارتينيز
- دينا كاستيانوس

هدفين
- إليانا ستابيلي
- آري بورخيس
- يني أكونيا
- فرانسيسكا لارا
- دانييلا أرياس
- ليندا كايسيدو
- دانييلا مونتويا
- مايرا راميريز
- مانويلا فانيجاس
- مارثينا أغيري
- نايلي بولانيوس
- ريبيكا فرنانديز
- باميلا غونزاليس
- اسبيرانزا بيزارو

هدف واحد
- إستيفانيا بانيني
- إيريكا لونيجرو
- إيريكا سالفاتيرا دوران
- دودا
- دودا سامبايو
- دودا سانتوس
- في باليرمو
- جيزي
- يسينيا لوبيز
- دانييلا باردو
- كاميلا سايز
- ماري فالنسيا
- دانييلا زامورا
- ليانا سالازار
- ليسي سانتوس
- كاتالينا أوسمي
- نيكول تشاركوبا
- جوسلين إسبيناليس
- جيانينا لاتانزيو
- دانا بيسانتيز
- كيرلي ريال
- قمل الشامورو
- فاني جاوتو
- رامونا مارتينيز
- فابيولا ساندوفال
- بيلين أكينو
- خيمينا فيلازكو
- أوريانا ألتوف

هدف عكسي في مرماها
- رومينا نونيز (ضد باراجواي)
- إريكا موراليس (ضد كولومبيا)
- إيريكا سالفاتيرا دوران (ضد تشيلي)